# Algek
Algek – język programowania opracowany w ZSRR w oparciu o język ALGOL 60 i dodatkowe struktury danych oraz dane tekstowe. Powstał w wyniku prac prowadzonych w celu opracowania języka programowania wspólnego dla rozwiązywania zagadnień ekonomicznych i numerycznych, w tym przetwarzania danych masowych i tekstowych. Powstał w przybliżeniu w tym samym czasie co język PL/1 w USA, tj. opracowany został w 1964 r., a stosowany na komputerze Mińsk 22.
Algek opierał się na języku ALGOL 60, dodano w nim struktury danych, przy czym wzorowano się na języku COBOL. Uwzględniono także możliwość deklarowania i manipulowania wielkościami tekstowymi. Podobnie jak w pierwowzorze nie zdefiniowano natomiast procedur wejścia-wyjścia. Podobnym językiem był również opracowany w ZSRR język Algem.